# Schuitwater

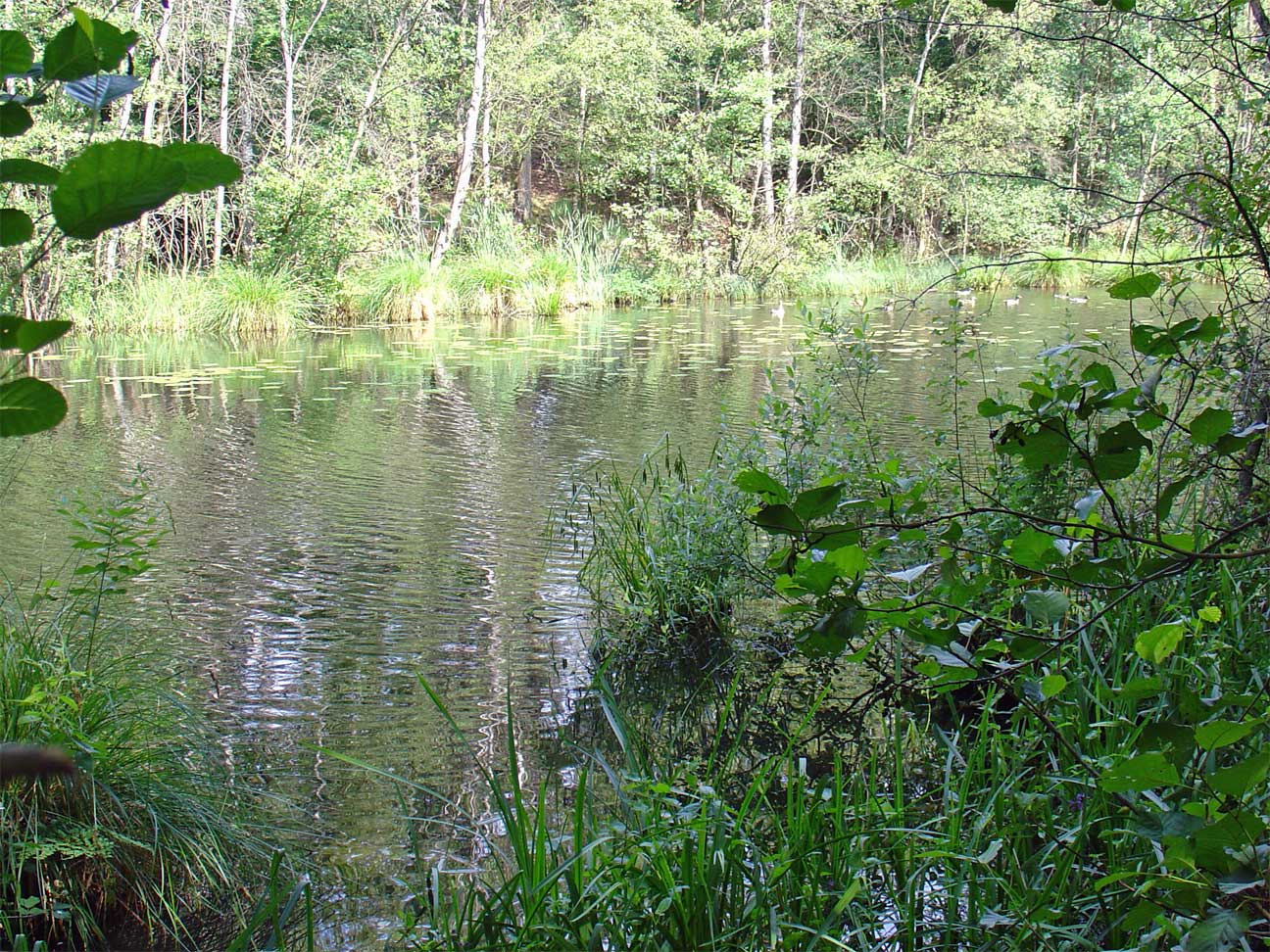
Het Schuitwater nabij Swolgen

Het Schuitwater is een natuurgebied van 313 ha in Noord-Limburg. Het ligt tussen de plaatsen Swolgen, Broekhuizenvorst en Broekhuizen en ten westen van Lottum. Het behoort tot de gemeente Horst aan de Maas. Het Schuitwater wordt beheerd door Staatsbosbeheer.

## Toponymie
De naam van het gebied zou afkomstig zijn van beschutten, en wel het beschutten van vee. Echter kan het ook verwijzen naar de platte schuiten die gebruikt zijn voor het afvoeren van opgebaggerd veen.

## Ontstaan
Het natuurgebied Schuitwater is een overblijfsel van verschillende oude Maasarmen. Deze verlandden geleidelijk. Vanaf de 18e eeuw werd er veen gebaggerd in de Schuitwateren. Dit werd destijds met platte schuiten afgevoerd. Nadat de winning van het veen was gestopt zette het verlandingsproces weer in.
Het is een bos- en waterrijk gebied, dat wordt omgeven door hogere zandgronden, met dennen, stuifduinen, heide en berkenbossen. De schuitwateren binnen dit gebied zijn: Lottumer Schuitwater en Schuitwater Broekhuizerbroek.

## Omgeving
Ten zuiden van het gebied ligt de Houthuizerheide en ten noorden en westen de Tienraijse en Swolgenderheide, die allen grotendeels uit ontginningsbossen met grove dennen bestaan. Ten oosten van het gebied ligt de plaats Lottum, omringd door diverse buurtschappen en vele rozenkwekerijen.

## Wandelroutes
Staatsbosbeheer heeft er de N-95 wandelroute uitgezet. Deze 9,3 km lange wandeling (er is ook een verkorte route) begint op het parkeerterrein langs de Horsterweg. De route, en informatie over flora, fauna en natuurbeheer staan op informatiepanelen aangegeven. Ook enkele routes van het "Stempel van de Maas" (later geïntegreerd in het KnopenLopen netwerk van Horst aan de Maas) voeren door dit natuurgebied. Enkele moerassige delen worden door knuppelbruggen overbrugd. Ook loopt het Pieterpad door het gebied.